# Jay Alexander

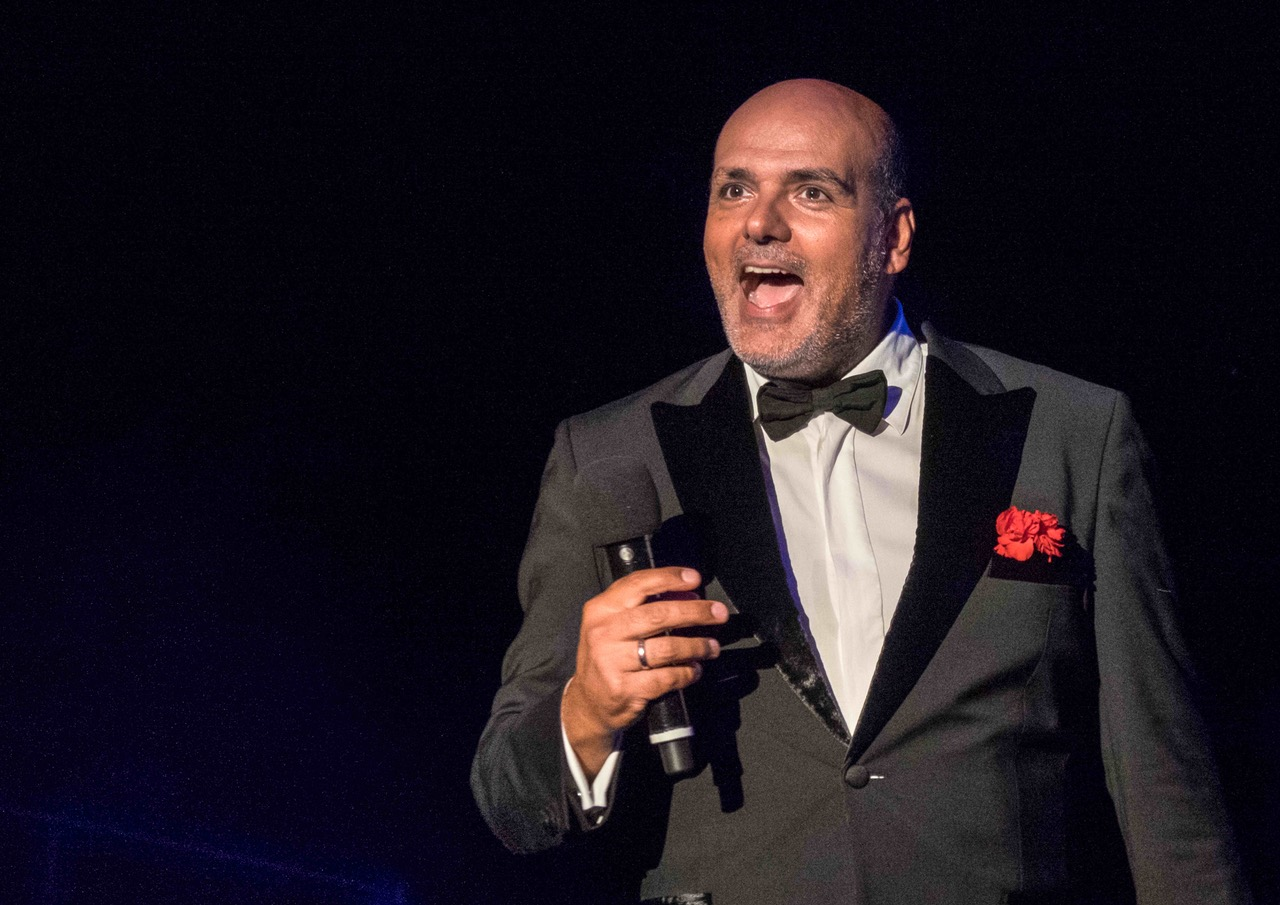
Jay Alexander (2017)

Jay Alexander (* 1. August 1971 als Jochen Alexander Pfitzenmeier in Pforzheim) ist ein deutscher Opernsänger (Tenor) in den Bereichen Klassik, Pop und Crossover.

## Leben und Karriere
Jay Alexander wurde als Sohn von Margrit und Friedemann Pfitzenmeier in eine musikalische Familie hineingeboren. Er wuchs gemeinsam mit seiner Schwester Christina (* 1965, heute Musikwissenschaftlerin) im Enzkreis auf. Bereits im Alter von drei Jahren zeigte sich Jay Alexanders musikalische Begabung, als er beim Singen von vierstimmigen Kanons mit seinen Eltern und seiner Schwester mühelos seine Stimme halten konnte. Als Jugendlicher spielte er Waldhorn in Posaunenchor und Musikverein und erhielt im Alter von 16 Jahren seinen ersten Gesangsunterricht. 
Sein Studium an der Musikhochschule Karlsruhe schloss er 1997 als staatlich geprüfter Opernsänger und Gesangspädagoge ab. Bei einer dortigen Operettenproduktion lernte er 1993 Marc Marshall kennen. Die beiden Sänger starteten 1997 ihre Gesangskarriere als Marshall & Alexander. Das Duo nahm zahlreiche Alben und DVDs im Bereich Klassikpop auf und bekam Goldene Schallplatten sowie Auszeichnungen wie den New Faces Award und die „Goldene Henne“. Im Sommer 2017 feierten Marshall & Alexander ihr 20-jähriges Bestehen mit drei großen Jubiläumskonzerten auf der Freilichtbühne Ötigheim.
Auch als Solist gibt Jay Alexander zahlreiche Konzerte und stand u. a. mit José Carreras auf der Bühne. Zwei seiner sechs Solo-Alben, „Geh aus, mein Herz“ und „Schön ist die Welt“, landeten auf Platz 1 der deutschen Klassikcharts und hielten sich dort mehrere Monate. Jay Alexander ist Produzent seiner Alben „Heimat“ und „Ein Stern geht auf“, sowie Komponist des Liedes „Passione (Jays song)“ auf dem Album Passione von Marshall & Alexander.

## Privates
Mit seiner Ex-Frau Vanessa hat er zwei Kinder. Seit Sommer 2013 ist er offizieller Botschafter der Familienherberge Lebensweg, einer Erholungseinrichtung für Familien mit schwerst- und lebensverkürzt erkrankten Kindern in Illingen-Schützingen.

## Preise
- Gewinner des Alcatel-Fanpreises[4]
- Goldene Henne
- New Faces Award

## Diskografie

### Alben
- 1998: Marshall & Alexander (Marshall & Alexander)

- 2000: Welcome (Marshall & Alexander)
- 2002: The Way You Touch My Soul (Marshall & Alexander)
- 2003: Hand in Hand (Marshall & Alexander)
- 2004: Lovers Forever (Marshall & Alexander)
- 2004: Hand in Hand – Tour Edition (Marshall & Alexander)
- 2005: Lovers Forever Live (Marshall & Alexander)
- 2005: Marshall & Alexander Live (Marshall & Alexander)
- 2005: Lovers Forever – Premium Edition (Marshall & Alexander)
- 2006: Weihnachten (Marshall & Alexander)
- 2006: hautnah – Earbook (Marshall & Alexander)
- 2006: You’ve Lost That Lovin’ Feeling – Ihre größten Erfolge (Marshall & Alexander)
- 2006: Try to Remember (Marshall & Alexander)
- 2007: Passione (Marshall & Alexander)
- 2008: Heimat (Jay Alexander)
- 2008: Götterfunken (Top Ten des Himmels) [Marshall & Alexander]
- 2008: Unsere schönsten Weihnachtslieder (Marshall & Alexander)
- 2009: Freunde (Marshall & Alexander)
- 2010: Paradisum (Marshall & Alexander)
- 2011: La Stella (Marshall & Alexander)
- 2012: Best of Top Ten des Himmels (Marshall & Alexander)
- 2012: Weihnachten (Jay Alexander)
- 2015: Geh aus, mein Herz (Jay Alexander) Platz 1-Album der deutschen Klassikcharts
- 2016: Schön ist die Welt (Jay Alexander) Platz 1-Album der deutschen Klassikcharts
- 2017: 20 Jahre Hand In Hand – Die größten Erfolge (Marshall & Alexander)
- 2018: Serienhits (Jay Alexander)
- 2018: Ein Stern geht auf (Jay Alexander) Platz 4-Album der deutschen Klassikcharts
- 2022: Romantische Abendlieder (mit René Kollo & dem Mitteldeutschen Kammerorchester)